# Tourisme en Australie

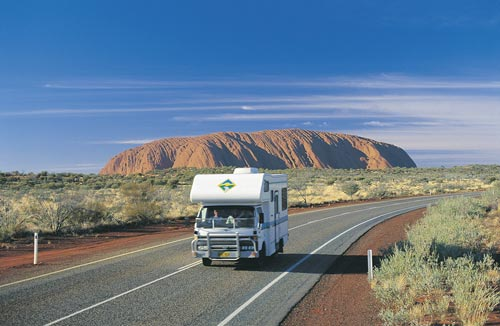
Un camping-car roulant sur la Lasseter Highway près du parc national d'Uluṟu-Kata Tjuṯa dans le Territoire du Nord.

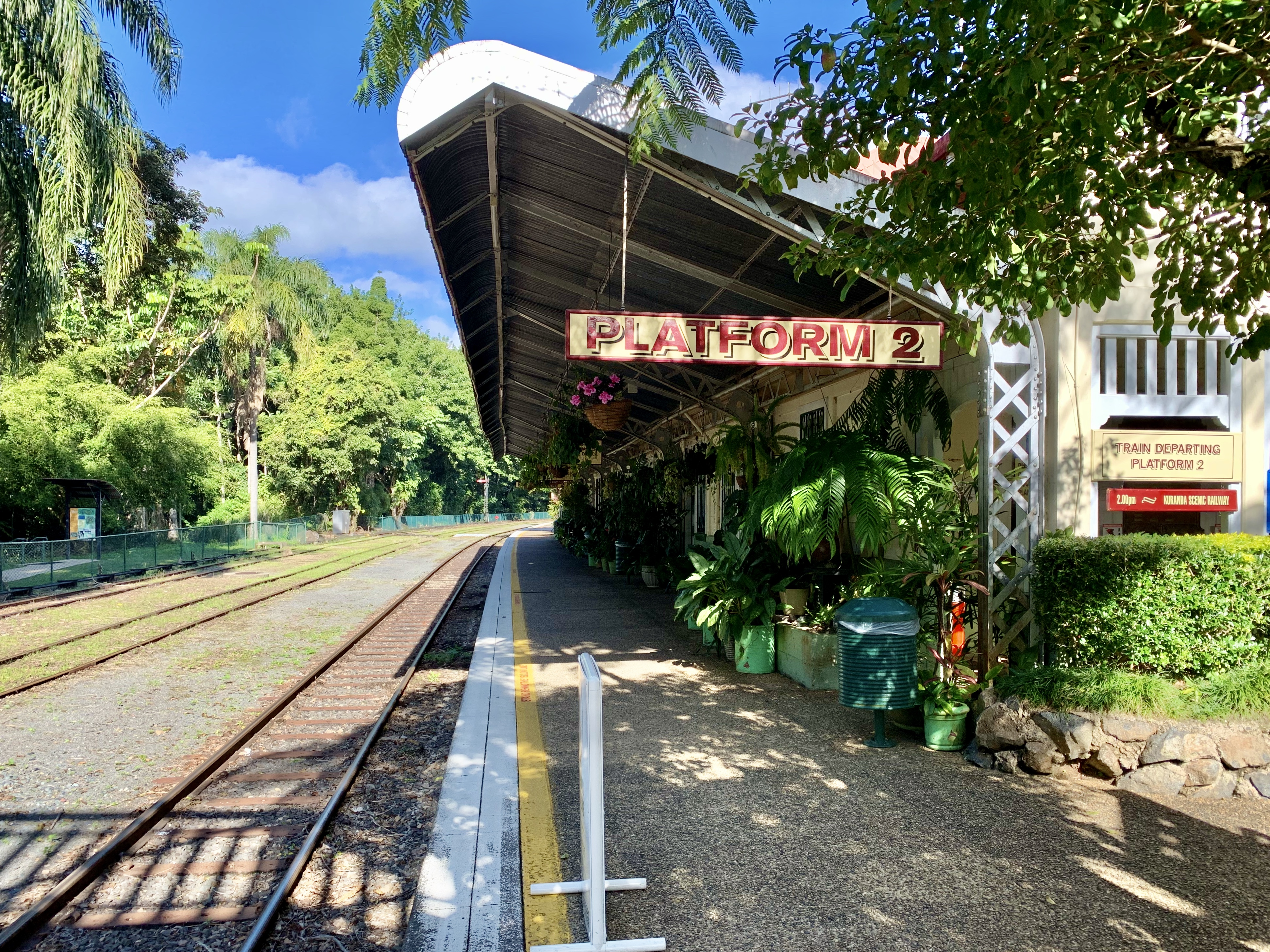
La gare de Kuranda, dans l'Extrême-Nord du Queensland, terminus nord du Kuranda Scenic Railway, train touristique au départ de Cairns.

Le tourisme en Australie représente secteur important de l'économie nationale. L'Australie, 6e plus grand pays au monde, a été colonisée tardivement et regorge de ressources naturelles. Les paysages des différents États sont très diversifiés : plages de sable blanc, étendues désertiques, forêts tropicales et montagnes ; la faune et la flore australiennes sont très riches et très spécifiques. En 2003-2004, l'industrie tourisme représente 3,9 % du PIB australien, soit environ 32 milliards de dollars dans l'économie nationale. Ces dernières années, la part de l'activité touristique du PIB a légèrement diminué.
En 2002, 2003 et 2004, l'Australie faisait partie des 10 premières plus grosses destinations pour ce qui est des revenus. En 2006, c'était le 32e pays le plus visité (en nombre de touristes). De plus Sydney a trois formes de tourisme : tourisme culturel, de divertissement et d'activités.

## Histoire
Du 15 septembre au 1er octobre 2000, l'Australie a accueilli à Sydney les derniers jeux du millénaire, 44 ans après Melbourne en 1956, accueillant 362 000 visiteurs nationaux et 110 000 visiteurs étrangers. La Coupe de Monde de rugby de 2003 a attiré 65 000 visiteurs en Australie.

## Atouts
Le tourisme est très développé en Australie. Il existe différents types de visas dont le visa Vacances-Travail qui permet à des jeunes âgés de 18 à 30 ans de rester en Australie 3 mois à un an en faisant des petits jobs d'une durée maximum de 6 mois afin de financer leur voyage. De plus, le climat largement tempéré avec un taux d'ensoleillement élevé permet de nombreuses activités en plein air. Les destinations les plus visitées sont l'Opéra de Sydney et la Grande barrière de corail, située dans l'État du Queensland.

## Provenance des touristes
| Pays                                      | 2000      | 2005      | 2013      | 2014      | 2015      |
| ----------------------------------------- | --------- | --------- | --------- | --------- | --------- |
| Nouvelle-Zélande                          | 817 000   | 1 098 900 | 1 192 800 | 1 241 400 | 1 309 900 |
| Chine                                     | 120 000   | 285 000   |           | 839 500   | 1 023 600 |
| Grande-Bretagne                           | 580 400   | 708 800   | 657 600   | 652 100   | 688 400   |
| USA                                       |           | 446 300   | 501 100   | 553 000   | 609 900   |
| Singapore                                 |           | 266 100   | 339 800   | 372 100   | 395 800   |
| Japon                                     | 721 000   | 685 300   | 324 400   |           | 335 500   |
| Malaisie                                  | 152 100   | 166 000   | 278 100   | 324 500   | 338 800   |
| Corée du Sud                              | 157 400   |           | 197 500   | 204 100   | 230 100   |
| Hong Kong                                 | 154 100   | 159 500   | 183 500   | 201 600   | 219 700   |
| Inde                                      | n/a       | n/a       | 168 600   | 196 600   | 233 100   |
| Total                                     | 4 931 400 | 5 499 100 | 6 382 000 | 6 868 000 | 7 428 600 |
| Source : Australian Bureau of Statistics, |           |           |           |           |           |

## Principales villes

### Perth
Voici une liste des lieux incontournables à visiter à Perth :
- Activité à la demi-journée :
  - Cottesloe
  - Les plages à pied (Cottesloe Beach)

- Activité à la journée :
  - Fremantle (19 kilomètres au sud-ouest de Perth)
  - Mandurah (75 kilomètres au sud de Perth)
  - Rottnest Island

### Sydney
Voici une liste des lieux incontournables à visiter à Sydney :
- Activité à la demi-journée :
  - Opera House - Royal Botanic Garden
  - The rocks - Harbour Bridges
  - Les plages à pied (Bondi Beach → Bronte Beach → Coogee Beach)
  - Olympic Park
  - Watsons Bay

- Monuments - Musée - Parc
  - Sydney Tower
  - QVB (Queen Victoria Building - proche Station de métro Town Hall)
  - Taronga Zoo (par ferry)
  - Aquarium (Darling Harbour)
  - Wildlife World (Darling Harbour)
  - Austalian Maritime Museum (Darling Harbour)
  - PowerHouse Museum (Proche Darling Harbour)
  - Aborigen Museum
  - Art Gallery of NSW (proche Hyde Park)
  - I-Max (Darling Harbour)
  - Featherdale Wildlife Park (Black Town proche Blue mountains)

- Activité à la journée :
  - Palm Beach (Nord de Sydney)
  - Hunter Valley (proche de Newcastle)
  - Blue Montains (Proche de Black town - Est de Sydney)
  - Wollongong (Sud de Sydney)
  - Manly (Nord proche de Sydney)

## Principales routes touristiques
- La route de l'Est : De Cairns à Sydney

En général, les tours empruntant cette route durent en moyenne deux semaines. Ils passent par plusieurs îles paradisiaques. Le plus souvent, trois jours de voile au large de la côte sont organisés avec plongée sous-marine. Après une escale dans l’outback, plusieurs villes sont visitées comme Brisbane ou encore Surfers Paradise. La dernière étape est les Blue Mountains avant d’arriver à Sydney.
- La route du centre : de Sydney à Uluru (Ayers Rock)

En général, les tours empruntant cette route durent en moyenne deux semaines. La première étape est la capitale : Canberra. Ensuite commence un parcours longeant plusieurs rivières et lacs qui se termine à Melbourne. La Great Ocean Road est alors suivie jusqu’à Adélaïde. Enfin, depuis Adélaïde jusqu’à Alice Springs), les touristes peuvent découvrir un paysage très différent : zone aride et désert rouge. Uluru est alors à environ quatre heures en voiture de Alice Springs.
- La route de l'Ouest : De Perth à Darwin

En général, les tours empruntant cette route durent en moyenne quatre semaines et sont très appréciés des touristes puisque c’est un complet retour aux sources. Au programme, camping dans la brousse, découverte de la faune sauvage, visite d’immenses parcs nationaux et de magnifiques gorges.